# Dicraeodon punctatus
Dicraeodon punctatus är en skalbaggsart som beskrevs av Gilbert John Arrow 1911. Dicraeodon punctatus ingår i släktet Dicraeodon och familjen Hybosoridae. Inga underarter finns listade i Catalogue of Life.